# An Yong-bok
 (février 2019).
An Yong-bok (안용복) est un pêcheur coréen du XVIIe siècle devenu diplomate de la dynastie Joseon. 
En 1693, son enlèvement par des pêcheurs japonais conduit à la révélation du non-respect de la frontière maritime et des zones de pêche par les Japonais. La préoccupation est abordée dans les négociations diplomatiques entre Joseon et le Japon et finit finalement par tourner autour de la souveraineté territoriale de l'île d'Ulleungdo. L'affaire se conclut par l'annonce du shogunat Tokugawa d'interdire aux pêcheurs japonais de se rendre dans la zone d'Ulleungdo.  Par contre, le shogunat Tokugawa ne leur a pas interdit de se rendre aux rochers Liancourt (Dokdo pour les Coréens, Takeshima pour les Japonais)
L'incident est aujourd'hui utilisé par la Corée du Sud pour affirmer la souveraineté historique coréenne sur les rochers Liancourt.

## L'incident d'An Yong-bok
La politique du gouvernement Joseon concernant Ulleungdo et Dokdo était de rapatrier les résidents d'origine. La politique de rapatriement signifie « de transférer tous les habitants des îles vers la terre pour des raisons de sécurité et de protection contre les invasions extérieures ». Grâce à cette politique, les habitants des îles étaient protégés depuis l'invasion des pirates japonais, mais Ulleungdo et Dokdo devinrent des îles vides. Cependant, en raison de la famine et des maladies causées par les mauvaises récoltes, de nombreuses personnes se sont rendues à Ulleungdo et à Dokdo pour pêcher ou ramasser des namul (feuilles et herbes comestibles), c'est-à-dire qu'Ulleungdo et Dokdo n'étaient pas habités par la population, mais qu'ils étaient visités par de nombreuses personnes pour la pêche et le namul.
D'autre part, les pêcheurs japonais exerçaient la pêche à Takeshima (Ulleungdo) en passant par Matsushima (Rochers Liancourt) et ont demandé au shogunat Tokugawa l'autorisation officielle de visite de l'île Takeshima. Le shogunat leur a donné en 1625 l'autorisation de s'y rendre. Depuis lors, les pêcheurs japonais ont exercé les droits de la zone maritime d'Ulleungdo. Le permis de visite à Ulleungdo était à usage unique. Toutefois, les pêcheurs japonais ont continué de se rendre à Ulleungdo de manière continue. 

### Le premier enlèvement d'An Yong-bok au Japon (Incident de l'enlèvement d'An Yong-bok en 1693)
Des pêcheurs coréens ont appris à An Yong-bok qu'Ulleungdo était riche en produits de fruits de mer et il l'a visité pour la pêche. Mais il a été enlevé et emmené au Japon par des pêcheurs japonais avec Park Eo-dun, le 18 avril. Les pêcheurs japonais de la région de Yonago estimaient que les pêcheurs coréens avaient violé leurs droits de pêche exclusifs et, ayant enlevé An Yong-bok et Park Eo-dun, ils les ont obligés à témoigner de la poursuite des pêcheurs coréens devant le gouvernement local de Tottori et Edo Shogunate.
Le shogunat Edo, auquel a été rapporté l’enlèvement, a ordonné à l'autorité de Tsushima le rapatriement d’An Yong-bok et de Park Eo-dun au Joseon et a également ordonné la négociation avec Joseon de l'interdiction de visite des Coréens à Ulleungdo. De cette manière, la question a été étendue au sujet de la souveraineté d’Ulleungdo. Le gouvernement local de Tsushima affirma qu'Ulleungdo était le territoire de Joseon avant la guerre d'Imjin (invasion de la Corée par le Japon de 1592-1598), mais après cette guerre, il est convenu que c’était devenu le territoire du Japon par le fait du gouvernement Joseon de laisser l’île en question vide.
La première réaction de Joseon est passive, affirmant seulement en termes ambigus qu'Ulleungdo était un territoire de Joseon. Cependant, en 1694, le Japon demande à nouveau la suppression du terme « Ulleung » parmi les territoires de Joseon, ce qui provoque la vive réaction du gouvernement Joseon à la suite du changement de dirigeants politiques. Par conséquent, la deuxième réaction consiste à réprimander les pêcheurs japonais qui avaient commis des crimes de transgression de la frontière et de pêche illégale et à s'assurer qu'Ulleungdo et Dokdo appartenaient au territoire de la dynastie Joseon.
En raison de la controverse entre les deux pays, le problème n'a pas pu être résolu. Le shogunat d'Edo lance une enquête à grande échelle sur Ulleungdo et envoie un questionnaire sur Ulleungdo au gouvernement local de Tottori. En 1695, en réponse au questionnaire, le gouvernement local de Tottori mentionne qu '« il n'y a pas d'île appartenant à l'autorité de Tottori, ni Ulleungdo ni Dokdo ». Après cela, le shogunat ordonne aux Japonais de ne pas se rendre à Ulleungdo et l’interdit à l’avenir.

### Le deuxième voyage d'An Yong-bok au Japon (1696)
Sans notification de la décision du shogunat Edo à Joseon, l'incident du deuxième voyage d'An Yong-bok au Japon s'est produit. An Yong-bok partit volontairement pour le Japon en mars 1696 avec une dizaine de compagnons pour présenter un procès dans le but de s'assurer qu'Ulleungdo et Dokdo étaient des territoires de Joseon. An Yong-bok et son groupe sont arrivés en mai et ont subi une enquête du Japon. An Yong-bok, montrant « la carte de Joseon Paldo », a protesté auprès des autorités japonaises pour leur dire que les îles nommées Takeshima et Matsushima au Japon étaient en réalité Ulleungdo et Dokdo appartenant à Dongrae-bu, Gangwon-do, Joseon. Le Shogunat n'a pas accepté la protestation d'An Yong-bok et les a immédiatement expulsés du pays, contrairement au premier enlèvement.

## Conséquence de l'incident et significations
En octobre 1696, le Japon envoya la lettre d'intention du shogunat au gouvernement Joseon indiquant qu'Ulleungdo n'était pas japonais. En février 1697, il confirma aussi officiellement l'interdiction de pêche japonaise près d'Ulleungdo en notifiant une lettre officielle au Lee Seo-jae, maire de Dongrae-bu. Ce fut finalement l'occasion de confirmer qu'Ulleungdo et Dokdo appartenaient au territoire de Joseon. En outre, à travers « l'incident d'An Yong-bok », la régularisation du suivi et de la surveillance d'Ulleungdo a été reprise et institutionnalisée, ce qui avait été temporairement suspendu lors de la guerre d'Imjin.

## Hommage

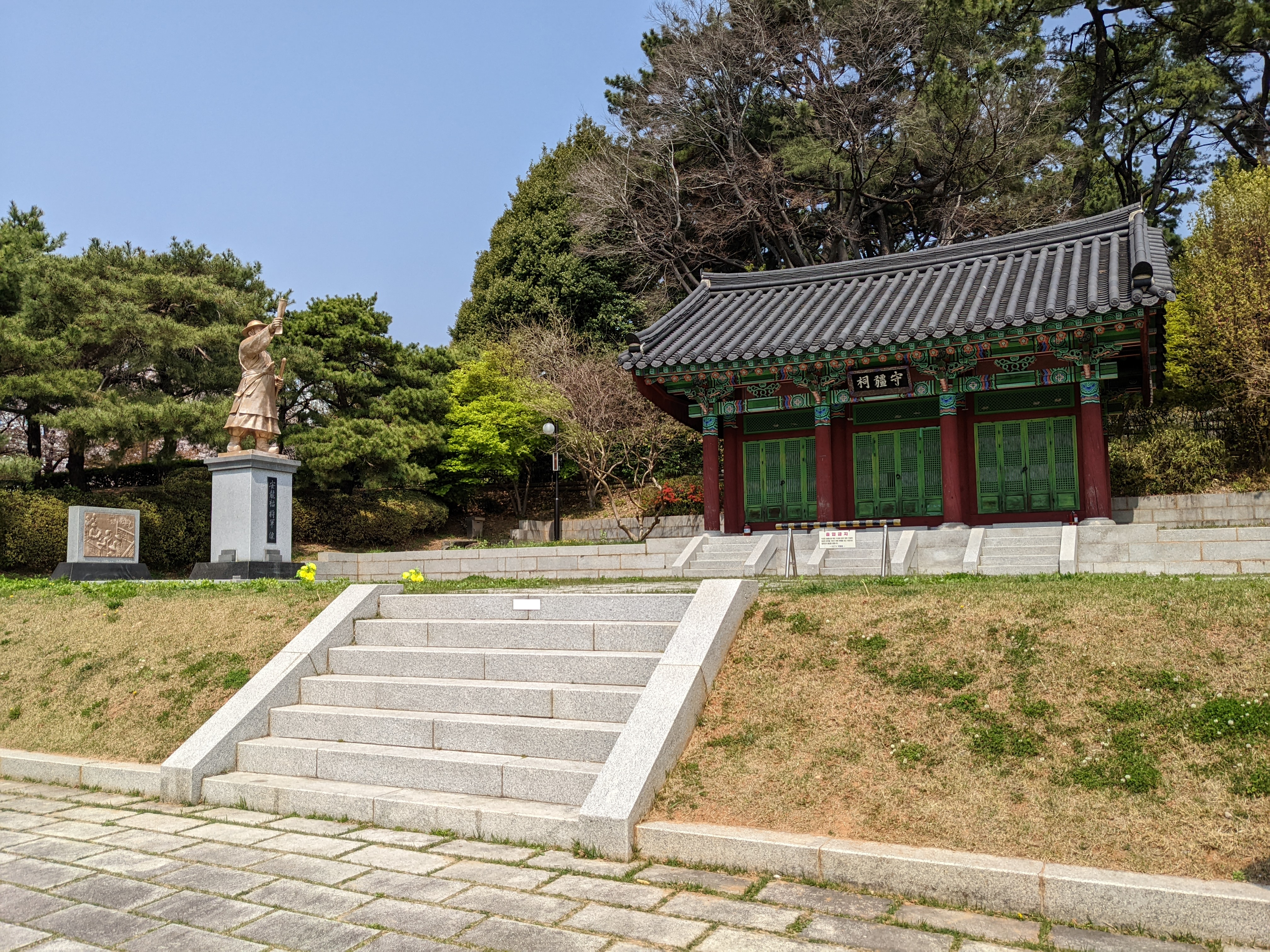
Le mémorial du général An Yong-bok à Pusan

An Yong-bok a reçu le titre de général à titre posthume.
Un site commémoratif, comportant notamment un pavillon et une statue d'An Yong-bok, a été créé à Pusan dans le parc historique de Suyeong.